# Франсоа Оланд
Франсоа Жерар Жорж Никола Оланд (на френски: François Gérard Georges Nicolas Hollande) е френски политик, седми президент на Френската република и общо 24-ти президент на Франция. Изпълнявал длъжността генерален секретар на Социалистическата партия в периода 1997 – 2008 година. На първия тур на президентските избори, проведен на 22 април 2012 година, Оланд получава най-голям брой гласове и се класира за балотаж срещу действащия президент Никола Саркози. На 6 май Франсоа Оланд е избран за президент на Франция с 51,7% от гласовете.

## Биография и политическа кариера
Оланд е роден на 12 август 1954 година в Руан. През 1988 година е избран за депутат, а през 1997 година оглавява Социалистическата партия. От 2001 до 2008 година е кмет на Тюл, а след това оглавява Общия съвет на департамента Корез. В продължение на години той живее със Сеголен Роаял, кандидат на социалистите за президент през 2007 г. Имат четири деца, но се разделят малко след президентските избори, които тя губи. През 2008 г. Мартин Обри сменя Оланд като лидер на социалистите.
На 16 октомври 2011 г. Оланд печели предварителните избори на своята партия с 56% мнозинство и е избран за кандидат в президентските избори през 2012 г.
Вследствие на ниската си популярност Франсоа Оланд решава да не обявява кандидатурата си на президентските избори през 2017 г. Той става единственият президент на Петата република, който не се кандидатира за втори мандат. На президентските избори през 2017 г. Франсоа Оланд подкрепя Еманюел Макрон.
На 14 май 2017 г. той предава правомощията си на новоизбрания президент Еманюел Макрон.